# 方祖岐
方祖岐（1935年10月—），男，江苏靖江人，中国人民解放军上将，曾任南京军区政治委员，中共第十五届中央委员，第十届全国政协常委，科教文卫体委员会副主任委员。

## 生平
1951年8月参加中国人民解放军。1952年参加抗美援朝。1956年6月加入中国共产党。后长期在沈阳军区装甲兵部任职。1984年升任沈阳军区政治部副主任兼干部部部长，后调任陆军第16军政委。1990年4月任广州军区政治部主任，1992年11月任北京军区政治部主任。1993年12月至2000年12月任南京军区政治委员，党委书记。
1988年9月被授予少将军衔，1993年7月晋升为中将军衔，1998年3月晋升为上将军衔。

## 主要著作
- 《新时期军队建设若干问题的探索与实践》
- 《方祖岐诗词选》
- 《畅吟神州———中华魂之歌》